# Borburata (Venezuela)
Pour les articles homonymes, voir Borburata.
Borburata est la capitale de la paroisse civile de Borburata de la municipalité de Puerto Cabello dans l'État de Carabobo au Venezuela.